# گاد هند
گاد هند (به ژاپنی: ゴッドハンド Goddo Hando) یک بازی ویدئویی در سبک بیت ام آپ است که توسط کلاور استودیو توسعه یافته و شرکت کپ‌کام آن را برای کنسول پلی‌استیشن ۲ منتشر کرده‌است. این بازی توسط شینجی میکامی، خالق مجموعه بازی‌های رزیدنت ایول کارگردانی شده‌است و در سال ۲۰۰۶ در کشور ژاپن و آمریکای شمالی و در سال ۲۰۰۷ در اروپا منتشر شد. گاد هند یکبار دیگر در تاریخ ۴ اکتبر ۲۰۱۱ از طریق شبکه پلی‌استیشن برای کنسول پلی‌استیشن ۳ در دسترس قرار گرفت. آرزوی میکامی این بود که این بازی را برای گیمرهای هاردکور بسازد که با مقدار زیادی کمیک ریلیف ترکیب شده باشد. در ابتدا با واکنش‌های متفاوتی از سوی منتقدان مواجه شد و پس از اکران در ژاپن، فروش کمی داشت. این آخرین بازی ویدیویی کلاور استودیو بود. با این حال، بازی به‌طور کلی به صورت گذشته‌نگر با استقبال خوبی روبرو شده‌است و یک بازی کلاسیک کالت محسوب می‌شود.
این بازی کمدی با مضمون غربی و ژاپنی را ترکیب می‌کند که شامل شخصیت‌های فوق‌العاده و رویدادهای داستانی است. گیم پلی ترکیبی از عناصر سنتی سبک بیت ام آپ با ویژگی‌های جدید است، از جمله این ویژگی‌ها می‌توان به نقشه‌برداری و رپرتوار بزرگی از تکنیک‌های مبارزه روی دکمه‌های صورت گیم پد به منظور ایجاد حملات ترکیبی منحصر به فرد اشاره کرد. خلاصه داستان یک رزمی‌کار است که از همراه خود محافظت می‌کند و از بازوی افسانه‌ای الهی به نام «دست خدا» استفاده می‌کند تا جهان را از شر شیاطین نجات دهد.

## گیم پلی
بازی اکشن سه بعدی باعث می‌شود بازیکن در تمام جهات حرکت کند، با دکمه‌های صورت حمله کند و از حرکات ویژه استفاده کند. بازیکن می‌تواند با استفاده از یک دکمه بچرخد، و تمام اقدامات خارج از حملات اولیه از طریق یک دکمه حساس به زمینه انجام می‌شود. استفاده از دکمه به بازیکن این امکان را می‌دهد که به عنوان Gene از نردبان بالا بپرد، آیتم‌ها را انتخاب کند و از حملات ویژه به دشمنان غیرعادی استفاده کند. چهار حرکت جاخالی به جهات روی چوب آنالوگ سمت راست نگاشت می‌شوند. بازیکن می‌تواند هر گونه حمله ای از جمله دکمه‌های دایره، مثلث، مربع و X را اختصاص دهد. Square به بازیکن اجازه می‌دهد تا چندین حمله را به‌طور همزمان زنجیره ای کند. بیش از صد حرکت در بازی وجود دارد که بازیکن می‌تواند از بین ضربات و مشت‌های اولیه تا هنرهای رزمی به سبک مستی و کاپوئرا یکی را انتخاب کند.
توانایی‌های قوی‌تر در بازی را می‌توان در «قرقره خدا» (یا «رولت خدا») بازیکن، چرخ رولتی که شامل حرکاتی است که بازیکن انتخاب می‌کند، استفاده کرد. این حرکات محدود به تعدادی «گوی رولت» است که بازیکن می‌تواند با جمع‌آوری «کارت‌های جمجمه» که در هر مرحله یافت می‌شود، افزایش دهد. تکنیک God Reel بین یک تا سه Roulette Orb هزینه دارد. برخی از حرکات هر یک از حریفان را به سمت استراتوسفر پرواز می‌کند، در حالی که برخی دیگر مشت یا لگد ساده به اعضای بدن خاص هستند. یکی دیگر از مکانیک‌های گیم پلی موجود در زرادخانه بازیکنان، خود دست خداست. همان‌طور که بازیکن ضربه می‌زند و دشمنان را شکست می‌دهد، "تنش سنج" او بالا می‌رود. بازیکن همچنین می‌تواند از حملات فرار کند، طعنه بزند، از حملات افزایش تنش استفاده کند، یا کارت‌هایی را در هر مرحله برای افزایش نوار پیدا کند. وقتی به مقدار مشخصی رسید، بازیکن می‌تواند دستبند را از بازوی ژن جدا کند تا به‌طور موقت دست خدا را آزاد کند. در این حالت او کاملاً شکست ناپذیر است و همه حملاتش هم از نظر قدرت و هم سرعت افزایش می‌یابد. با استفاده از آیتم‌های مختلف تقویت کننده آمار، بازیکن می‌تواند اندازه تنش سنج خود را برای حفظ قدرت بیشتر افزایش دهد. در حین مبارزه، بازیکن می‌تواند یک نوار "سطح دشواری" را که به صورت پویا با میزان آسیبی که بازیکن وارد می‌کند یا دریافت می‌کند تنظیم می‌کند. اگر بازیکن در انبوهی از مشت‌ها و ترکیب‌ها گرفتار شود، سطح پایین می‌آید. اگر بازیکن تعداد زیادی حملات بی پاسخ را به دشمنان خود انجام دهد، سطح آن افزایش می‌یابد. این نوار از سطوح عددی یک تا سه تشکیل شده‌است که سطح چهارم با نام "Die" بالاترین سطح کلی است. در طول سطوح یک و دو، دشمنان به بازیکن حمله نخواهند کرد، مگر اینکه در محدوده دید او باشند یا او به آنها حمله کند. در سطوح سه و Die، دشمنان بدون توجه به موقعیت دوربین حمله خواهند کرد. همچنین، قدرت حمله دشمن با افزایش سطوح افزایش می‌یابد. در سطح Die یک شخصیت بازیکن کاملاً حداکثر شده را می‌توان در چند ضربه کشته شد. شکست دادن دشمنان در سطوح دشواری بالاتر، امتیاز بیشتری را در پایان مرحله به بازیکن می‌دهد. تکنیک‌های اضافی را می‌توان در مراحل به شکل طومارهای تکنیک یافت. تکنیک‌ها و حرکات رولت را می‌توان در مغازه‌ای که روی صفحه نقشه قرار دارد خریداری یا فروخت. همچنین از روی نقشه یک کازینو قابل دسترسی است که شامل تعدادی بازی کوچک از جمله اسلات، بلک جک، پوکر، مسابقه چی‌هواهوا و یک میدان مبارزه است.

## طرح
در داستان بازی، یک فرشته سقوط کرده تبدیل به پادشاه شیطان آنگرا شد که ارتش شیطانی او به جهان حمله کرد. با این حال، مردی که قدرت خدا را در آغوش خود داشت، آنگرا را شکست داد و او را بار دیگر به تبعید فرستاد. سپس توسط افرادی که نجات داد به این مرد لقب «دست خدا» داده شد. طایفه‌ای از انسان‌ها برای محافظت از دست‌های خدا تأسیس شد، زیرا گفته می‌شود هر کسی که آن را در اختیار داشته باشد، «می‌تواند خدا یا شیطان شود». قهرمان اصلی داستان، جنگجوی ۲۳ ساله، جین است که یکی از دست‌های خدا را دارد که توسط گروهی از شیاطین به دنبال آن می‌گردند. اگرچه او صریح و شیطون است، اما حس عدالت‌خواهی بالایی دارد. الیویا ۱۹ ساله از نوادگان این قبیله که زمانی از دستان خدا محافظت می‌کرد، ژن را همراهی می‌کند. پس از اینکه شیاطین خانواده‌اش را کشتند، او با یکی از دست‌های خدا گریخت و در ملاقات با ژن، او را از شر راهزنانی که تلاش می‌کردند دست خدا را از او بگیرند، نجات داد و بازوی راستش را در این فرایند هک کرد، آن را به او پیوند زد.
شروران اصلی چهار دیو هستند، یک جامعه اهریمنی که سعی در احیای آنگرا برای تسلط بر جهان دارد. اعضا شامل رهبر بلز، افسر معتاد به سیگار، الویس، رئیس حلقه سیرک شانون و آزل که «دست شیطان» نیز نامیده می‌شود، انسانی است که یکی از دست‌های خدا را نیز در اختیار دارد و قبلاً برای رسیدن به اهداف خود به دیوها پیوست. بازی دارای تعدادی دشمن کوچک تکراری است که ژن با آنها ملاقات می‌کند، از جمله یک جفت دوقلو بسیار پر زرق و برق. سه نفر مسئول برداشتن بازوی اصلی ژن. گوریلی که ماسک و لباس کشتی لوچا لیبره بر تن دارد. جنگجوی اندرویدی که بلز دو بار برای متوقف کردن جین فرستاد. دو نفر مشتاق راک که در اصل نوازندگان مشتاقی بودند که روح خود را در ازای قدرت به شیاطین فروختند. و گروهی از جوجه‌ها با لباس‌هایی به سبک سوپر سنتای با نشان‌های کارت بازی روی لباس‌هایشان. تقریباً تمام نبردها با گگ‌ها و دیالوگ‌های کمیک آشکار می‌شوند. هنگامی که ژن آزل را در برج آنگرا شکست می‌دهد، آنگرا از درون بدن آزل بیدار می‌شود. سپس آزل دست خدای خود را جدا می‌کند و آن را به ژن می‌سپارد و نمی‌خواهد تحت کنترل باشد. اکنون با هر دو دست خدا، ژن آنگرا را شکست می‌دهد و اولیویا را نجات می‌دهد.

## توسعه
این بازی برای اولین بار در آوریل ۲۰۰۶ همراه با استفاده از یک صفحه تیزر کوچک در وبگاه کلاور استودیو اعلام شد. این بازی توسط تیم مسئول رزیدنت ایول ۴ ساخته شده‌است. توسعه توسط شینجی میکامی، که بیشتر به خاطر سری بازی‌های ترسناک رزیدنت ایول شناخته می‌شود، نظارت می‌شد و توسط اینابا آتسوشی تولید می‌شد. ایده اصلی بازی گاد هند در طی گفتگوی بین این دو در مورد وضعیت فعلی بازی‌های اکشن مطرح شد. آنها دریافتند که بسیاری از بازی‌های این ژانر در آن زمان بر استفاده از سلاح‌ها تمرکز داشتند و از نبرد تن به تن دور شده بودند. میکامی بعداً با اینابا با پوستری که دو مشت تلطیف‌شده را به تصویر می‌کشد، به سراغ اینابا رفت تا نمونه‌ای از بازی اصلی را نشان دهد که او می‌خواست آن دو بسازند. در اصل، گاد هند تنها بر روی «اکشن هاردکور» بدون طنز زیاد تمرکز می‌کرد. با این حال، پس از نمایش یک تریلر برای بازی در نمایشگاه سرگرمی الکترونیکی ای۳ سال ۲۰۰۶ که حاوی برخی تسکین‌های کمیک بود، تیم تصمیم گرفت تا مقدار زیادی از کمدی را بر اساس واکنش بینندگان در بازی ادغام کند. اینابا اظهار داشت که گاد هند «هدف بازیبازان هاردکور است» که در سختی سخت آن نشان داده شده‌است. برخلاف ویوتیفول جو و اوکامی، تیم طراحی هیچ هدف خاصی در طراحی سبک گرافیکی گاد هند نداشتند جز اینکه می‌خواستند واقعی‌تر به نظر برسد. در حالی که به نظر می‌رسد God Hand عناصر زیادی را با مانگا و انیمه کلاسیک به اشتراک گذاشته‌است، مانند Fist of the North Star, MD Geist و ماجراجویی عجیب و غریب جوجو، هیچ انیمه خاصی به عنوان الهام بخش ذکر نشده‌است، اما اینابا خاطرنشان می‌کند که بازی «همان سبک دهه ۸۰ را دارد. انیمه اکشن.
چند تفاوت بین نسخه آمریکای شمالی و ژاپنی بازی وجود دارد. در میان تغییرات جزئی، چنین نشانه‌هایی که تغییر می‌کردند، پاورآپ "Chihuahua Curry" در محلی سازی انگلیسی به "Puppy Pizza" تغییر نام داد. یک رولت رایگان به نام "Pan Drop" که در ازای دریافت مقداری آسیب به کاربر شکست ناپذیری کوتاه مدت می‌دهد، از نسخه آمریکایی حذف شد زیرا طناب یک ماهیتابه روی سر کسی که بیش از حد ذاتی کمدی ژاپنی است قابل درک نیست. توسط مخاطبان غربی. با این حال، تکنیک دیگری به نام «برش سر»، که به بازیکن اجازه می‌دهد تا سر دشمن را قطع کند، به‌دلیل سیاست سانسور CERO در ژاپن، به‌جای تکنیک ژاپنی در بومی‌سازی آمریکای شمالی نشان داده شد. Masafumi Takada از Grasshopper Manufacture موسیقی متن بازی را ساخته‌است که یک قطعه توسط Jun Fukuda ارائه شده‌است. این پارتیشن حاوی بازگشت‌های زیادی به موسیقی بازی‌های ویدیویی قدیمی است و به شدت تحت تأثیر آهنگ‌های تم دهه‌های ۱۹۶۰ و ۱۹۷۰ و ژانرهای دیگر، از جمله تکنو، ریو، راک و فانک است. میکامی به تاکادا گفته بود که به دلیل ماهیت هاردکور بازی، موسیقی متن فیلم باید برای "کمی آرامش بخش" ساخته شود. امتیاز تاکادا از موتیف‌هایی در آهنگ‌های باس‌های نبرد بازی استفاده می‌کند، زیرا بسیاری از آنها بیش از یک بار مبارزه می‌کنند. تاکادا امیدوار بود که استفاده از تنظیم‌ها و ارکستراسیون‌های مختلف، برخوردهای قدیمی‌تر با هر رئیس را به بازیکنان یادآوری کند. موسیقی متن خود، God Tracks، از ۲۳ آهنگ تشکیل شده‌است و با نسخه ژاپنی بازی بسته‌بندی شده‌است. یک راهنمای پخش کننده ۱۲۸ صفحه ای با عنوان کتاب راهنمای رسمی گاد هند توسط کپ‌کام در ژاپن در ۷ اکتبر ۲۰۰۶ منتشر شد.

## نقدها و نمرات
پس از انتشار، بازی در ابتدا "بررسی‌های ترکیبی یا متوسط" را با توجه به جمع‌آوری بررسی بازی‌های ویدئویی متاکریتیک دریافت کرد. گاد هند تقریباً به دلیل سیستم رزمی خود و تلاش برای پایبندی به فرمول "جنگجوی قدیمی" تحسین شد، ویژگی‌هایی که همان منتقدان دریافتند که نقص‌های آشکار در گرافیک، کنترل بازی، طراحی سطح و دوربین آن را تحت الشعاع قرار می‌دهد. مجله رسمی پلی‌استیشن ایالات متحده بررسی خود را با این نظر آغاز کرد: "گاد هند یک بازی وحشتناک و وحشتناک است، با این حال من نمی‌توانم بازی آن را متوقف کنم. فقط چیزی وحشتناک در مورد بد بودن آن تقریباً از هر نظر قابل تصور است. ژاپن، دست خدا برای چند هفته در فهرست "۱۰ خواننده برتر تحت تعقیب" فامیتسو قرار گرفت. فامیتسو نیز به بازی یک شش، دو هفت و یک شش، در مجموع ۲۶ از ۴۰ داد.
شان مک کیب از 411Mania به بازی امتیاز ۹٫۶ از ۱۰ داد و گفت: "باید بگویم که معمولاً سعی می‌کنم نظرم را در مورد یک بازی متعادل کنم. اما با همه منفی‌هایی که این بازی از دیگران به دست آورده‌است، من" فقط می‌گویم چه احساسی دارم. این بهترین بازی در نوع خود در ۱۵ سال گذشته و یکی از بهترین بازی‌های نسل ۱۲۸ بیتی است، یک شاهکار واقعی. برای همه مناسب نیست، احتمالاً دور از آن است، اما من واقعاً لذت بردم. این بازی و می‌خواهند آن را شفاف کنند. با این حال، "D.W." از همان سایت به آن امتیاز ۵٫۵ از ۱۰ داد و اظهار داشت: "حیف است که این آخرین عنوان کلاور استودیو باشد، اما اگر دست خدا بهترین کاری بود که آن‌ها می‌توانستند انجام دهند، مطمئناً می‌توانم بفهمم که چرا آنها دیگر در اطراف نیستند." سیدنی مورنینگ هرالد از پنج ستاره، سه و نیم ستاره به بازی داد و گفت: «همانند ترکیبی عجیب از دبلیودبلیوئی اسمک‌داون، بنی هیل، و گاد هند یکی از عجیب‌ترین، احمقانه‌ترین و بامزه‌ترین بازی‌های آینده است. با این حال، ماکسیم به آن سه ستاره از پنج ستاره داد، و گفت که «ممکن است فاقد ارزش پولیش و تولید باشد، اما مانند یک قلاب پارک تریلر، هنوز هم می‌تواند زباله دوست‌داشتنی باشد». A.V. کلاب به بازی C+ داد و اظهار داشت: "بازی کردن این پیشنهاد ناقص و عجیب و غریب مانند شستشوی انتقال دهنده‌های عصبی خود با ردبول است - دردناک، انبساط دهنده ذهن و گاهی اوقات خنده آور.
علی‌رغم اینکه آی‌جی‌ان به گاد هند در زمان انتشار اولیه‌اش امتیاز ۳ از ۱۰ را داده بود، این وب‌سایت این بازی را به دلیل لیست «۱۰۰ بازی برتر پلی‌استیشن ۲» در سال ۲۰۱۰ در رتبه ۱۰۰ قرار داد. مجله مستقل پلی‌استیشن گاد هند را در میان «۱۱ بازی کنسول پلی‌استیشن ۲ که باید بازی کنید» فهرست کرده‌است. گاد هند نامزد "بهترین بازی مبارزه" در جوایز بازی ویدیویی Spike در سال ۲۰۰۶ بود. Rab Florence از سریال تلویزیونی اسکاتلندی VideoGaiden ادعا کرد که گاد هند یکی از بهترین بازی‌های ساخته شده‌است. مجری نقد خود را با بیان این جمله خلاصه کرد: "چه سنگ نوشته‌ای برای کلاور استودیو: ما یکی از بهترین بازی‌های تمام دوران را ساختیم و آن فقط یک بازی در مورد مشت زدن مردم بود".

#### فروش و میراث
این بازی با فروش ۴۸۲۸۰ واحد، پنجمین بازی پرفروش در طول هفته انتشار خود در کشور بود. کپ‌کام موفق شد تا پایان سال ۲۰۰۶ نزدیک به ۶۰۰۰۰ نسخه از این بازی را هم ارسال و هم به فروش برساند. گاد هند بعداً تحت عنوان CapKore از عنوان‌های بودجه و PlayStation The Best رنج دوباره منتشر شد.
گاد هند آخرین بازی کلاور استودیو است که پس از انتشار بازی در آمریکای شمالی بسته شد. به‌طور گذشته نگر، این بازی یک بازی کلاسیک کالت در نظر گرفته می‌شود، زیرا پیروان فرقه‌ای را به دست آورده‌است و عموماً استقبال گذشته‌نگر مطلوبی داشته‌است. کارکنان کپ‌کام در مورد گنجاندن Gene به عنوان یک شخصیت قابل بازی در بازی مبارزه خود Marvel vs. Capcom 3: Fate of Two Worlds فکر کردند، اما آماتراسو از اوکامی جایگزین شد. در سال ۲۰۱۰، این بازی به عنوان یکی از عنوان‌های کتاب ۱۰۰۱ بازی ویدیویی که باید قبل از مرگ بازی کنید، گنجانده شد. پس از انتشار بازی Asura's Wrath، توسعه دهنده CyberConnect2 فاش کرد که آنها احساس می‌کنند این بازی برای جلب رضایت طرفدارانی که می‌خواهند دنباله‌ای برای گاد هند هستند، عمل کند. آنها بعداً از این که مردم شباهت‌های عمدی بین این دو بازی را دیده بودند خوشحال شدند.
بسیاری از افرادی که در استودیو Clover روی God Hand کار می‌کردند به ساخت بازی در پلاتینیوم گیمز ادامه دادند. سبک مبارزه دیوانه‌وار گاد هند هنوز در بازی‌هایی که بعداً منتشر کردند، مانند مدورلد، بایونتا، متال گیر طلوع: انتقام دوباره، و پیروزی خود شینجی میکامی، پابرجاست.